# Josef Mühlenbrock

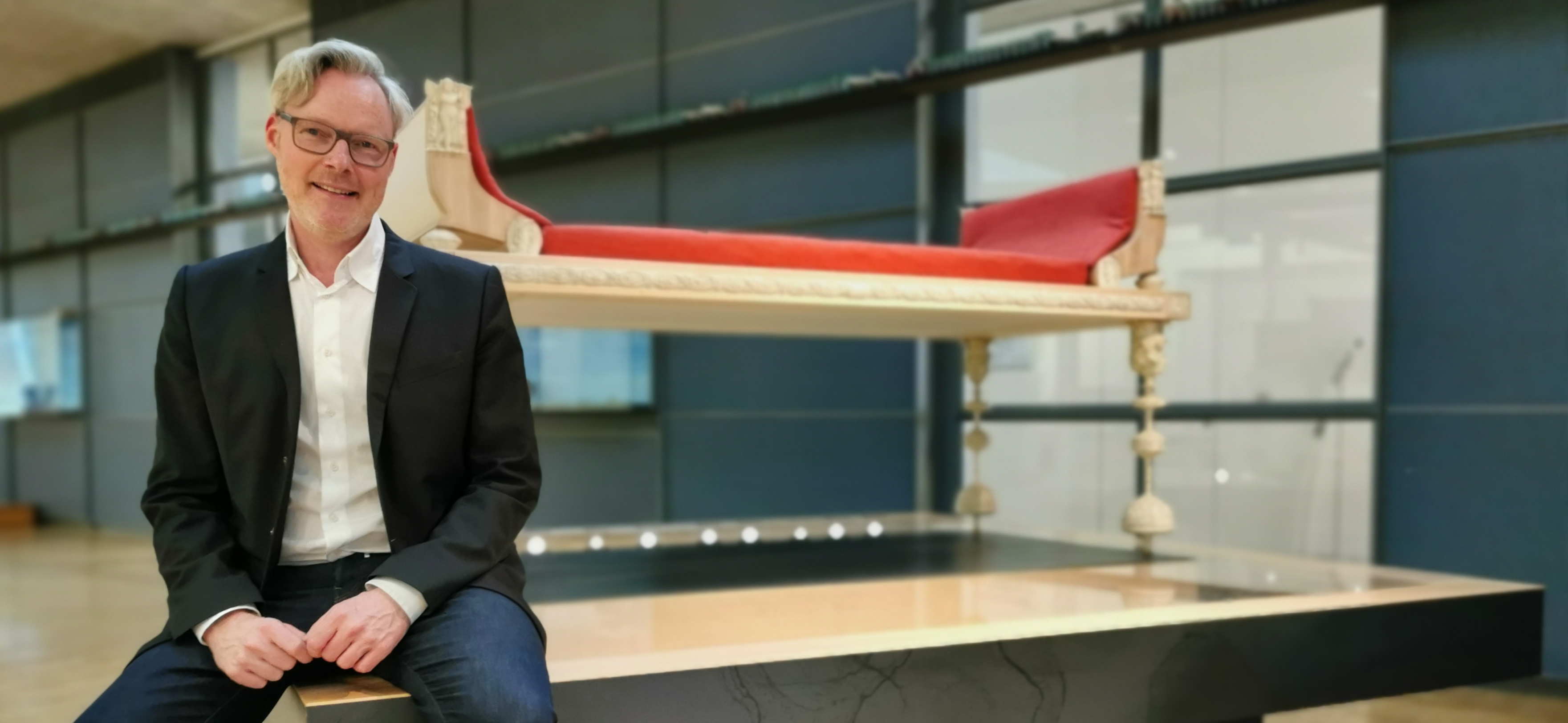
Josef Mühlenbrock (2021) vor einem römischen Totenbett

Josef Mühlenbrock (* 1968 in Haltern am See) ist ein deutscher Archäologe. Er leitete von 2008 bis 2018 das LWL-Museum für Archäologie in Herne und ist seit 2018 Leiter des LWL-Römermuseums Haltern am See.

## Leben
Josef Mühlenbrock studierte nach dem Abitur in Haltern Archäologie, Alte Geschichte, Latein und Kunstgeschichte an der Universität zu Münster/Westfalen. Während des Studiums arbeitete er bei Ausgrabungen in Westfalen und danach als wissenschaftlicher Referent in Münster und Haltern. 1997 wurde er im Fach Archäologie über römische Architektur promoviert. Bevor Mühlenbrock die Leitung des Museums in Herne übernahm, arbeitete er in leitender Funktion beim LWL-Römermuseum Haltern am See. Dort war er unter anderem Projektleiter der Herculanaeum-Ausstellung und bereitete das Varusschlacht-Projekt vor. Im LWL-Museum für Archäologie hat er zahlreiche Ausstellungen konzipiert, darunter Irrtümer und Fälschungen der Archäologie. Nach zehn Jahren als Museumsleiter in Herne hat Mühlenbrock zum 1. September 2018 die Leitung des Römermuseums in Haltern am See übernommen.

## Veröffentlichungen (Auswahl)
Autor
- Tetrapylon – zur Geschichte des viertorigen Bogenmonumentes in der römischen Architektur. Scriptorium, Münster 1997, ISBN 978-3-932610-26-4.

Herausgeber
- mit Dieter Richter: Verschüttet vom Vesuv – die letzten Stunden von Herculaneum. Philipp von Zabern, Mainz 2005, ISBN 978-3-8053-3445-7.
- mit Michael Rind: Runde Sache(n) – Ringe aus Westfalen. LWL-Archäologie für Westfalen, Münster 2012, ISBN 978-3-00-038652-7.
- Irrtümer & Fälschungen der Archäologie – Begleitband zur Sonderausstellung. Nünnerich-Asmus, Mainz 2018, ISBN 978-3-96176-030-5.